# Luật Điều ước quốc tế 2016
Luật Điều ước quốc tế 2016 (số ký hiệu: 108/2016/QH13, tên quốc tế: 2016 Law on Treaties) là đạo luật được ban hành năm 2016 bởi Quốc hội Việt Nam khóa XIII đặt ra toàn bộ quy định về điều ước quốc tế. Tên gọi ban đầu là Luật Ký kết, gia nhập và thực hiện điều ước quốc tế 2005 đã được đổi thành Luật điều ước quốc tế sau quá trình sửa đổi nhằm gọn hơn về cách gọi, bao phủ nhiều khía cạnh pháp lý cho lĩnh vực này, được thông qua và chính thức có hiệu lực từ ngày 1 tháng 7 năm 2016. Luật 2016 đã định nghĩa lại khái niệm "điều ước quốc tế", nhấn mạnh vào tính chất làm phát sinh, thay đổi hoặc chấm dứt quyền, nghĩa vụ của Việt Nam theo pháp luật quốc tế, không phụ thuộc vào những tên gọi khác nhau trong nhiều trường hợp của các văn bản thỏa thuận trên trường quốc tế giữa các chủ thể được công nhận.
Luật gồm 10 chương, 84 điều, tinh giản số lượng điều khoản so với luật cũ nhưng mở rộng về nội dung, chi tiết hơn vào các vấn đề chính của điều ước quốc tế. Luật định quy trình toàn bộ từ đàm phán, đề xuất và tổ chức ký, cho đến khi phê chuẩn, phê duyệt, gia nhập rồi tiến hành thực hiện; xác định khi nào thì điều ước quốc tế có hiệu lực, có bảo lưu hoặc phản đối bảo lưu, có sửa đổi, bổ sung, gia hạn hoặc cách thức xử lý khi gặp phải những tình huống khác nhau; quy định thẩm quyền, nhiệm vụ, quyền hạn cụ thể cho các cơ quan nhà nước tương ứng. Nhà nước bảo đảm kinh phí mọi tiến trình, điều ước quốc tế được xếp vào vị trí ưu tiên thực hiện so với luật nội địa, nhưng thấp hơn so với Hiến pháp.

## Bối cảnh

### Trước 2016
Từ 2005, Luật Ký kết, gia nhập và thực hiện điều ước quốc tế 2005 (Luật 2005) gồm chín chương, với 107 điều, được Quốc hội khóa XI thông qua ngày 14 tháng 6, có hiệu lực thi hành từ ngày 1 tháng 1 năm 2006, thay thế Pháp lệnh Ký kết và thực hiện điều ước quốc tế năm 1998. Việc ban hành luật này có ý nghĩa nâng cấp vấn đề về điều ước quốc tế từ pháp lệnh thành luật, ảnh hưởng tới đối nội và đối ngoại, nằm trong chuỗi xây dựng các luật phục vụ cho yêu cầu gia nhập Tổ chức Thương mại Thế giới và xu thế hội nhập kinh tế quốc tế. Luật được xây dựng trên cơ sở phù hợp với Hiến pháp 1992. Trong giai đoạn 10 năm thực hiện luật của thời kỳ 2005–15, Việt Nam đã ký, gia nhập tổng cộng khoảng hơn 4000 điều ước quốc tế, số lượng ngày càng tăng, trung bình mỗi năm là hàng trăm điều ước quốc tế, với nhiều đối tác khác nhau, bao trùm nhiều lĩnh vực, nhân danh Nhà nước hoặc Chính phủ tạo mối quan hệ hữu nghị và hợp tác, xoay quanh phát triển kinh tế, xã hội, hoạch định biên giới, quy chế quản lý biên giới, hòa bình, an ninh khu vực và quốc tế, bảo vệ lãnh thổ, chủ quyền, quyền và lợi ích quốc gia. Bên cạnh những kết quả của Luật 2005, có những vấn đề phát sinh trên văn bản và thực tế đối với luật này, xoay quan việc một số quy định của luật còn hạn chế, bất cập, không phù hợp với thực tiễn và thông lệ quốc tế; Hiến pháp 2013 có hiệu lực cũng làm cho một số quy định của luật không còn phù hợp, hoặc đặt ra yêu cầu bổ sung những quy định còn thiếu để triển khai Hiến pháp.
Bộ Ngoại giao nghiên cứu và báo cáo các vấn đề cụ thể. Thứ nhất là, các điều ước quốc tế ngày càng đa dạng về lĩnh vực, độ phức tạp, đối tác, nâng lên một bước so với thời điểm ban hành Luật 2005, trong khi đó, Luật 2005 chỉ quy định một quy trình ký kết điều ước quốc tế duy nhất, áp dụng cho cả những điều ước quốc tế từ đơn giản, thời gian ngắn đến phức tạp, thời gian nghiên cứu, đàm phán kéo dài; việc thực hiện quy trình nhiều khi mang tính hình thức, chồng chéo, gây tốn thời gian, công sức. Thứ hai là, phạm vi điều chỉnh của Luật 2005 được cho là quá rộng, bao gồm thủ tục, thẩm quyền, quy trình ký của cả các văn kiện không ràng buộc về pháp lý, không tạo ra quyền, nghĩa vụ đối với Việt Nam, không phải là điều ước quốc tế theo quy định của Công ước Viên về Luật Điều ước quốc tế (Công ước 1969). Mặc dù không phải là điều ước quốc tế theo Công ước 1969, nhưng Luật 2005 lại vận hành ngược lại, khiến trình tự, thủ tục áp dụng đối với việc ký kết phải tuân thủ quy trình phức tạp, như, xin ý kiến bộ ngành liên quan, lấy ý kiến thẩm định của Bộ Tư pháp, trình Chính phủ về việc đàm phán, ký, phê duyệt hoặc phê chuẩn, gây tranh luận và khó khăn nhất định trong việc đẩy nhanh ký kết, hoặc sửa đổi, gia hạn. Thứ ba là, Hiến pháp 2013 sửa đổi một số quy định liên quan đến thẩm quyền của Quốc hội, Chủ tịch nước, Chính phủ và Thủ tướng trong ký kết, gia nhập điều ước quốc tế, dẫn đến một số quy định của Luật 2005 không còn phù hợp; đề xuất bổ sung một số quy định còn thiếu về quy trình thực hiện các thay đổi về thẩm quyền các chủ thể này. Và thứ tư là, Bộ cho rằng sự thiếu nhất quán, ý kiến khác nhau trong việc áp dụng, triển khai biện pháp thực hiện điều ước quốc tế, cụ thể là thuật ngữ "các quy định có thể áp dụng trực tiếp".
Nghiên cứu cho rằng: "...[các quy định có thể áp dụng trực tiếp] là quy định có thể trực tiếp làm phát sinh quyền, nghĩa vụ của cá nhân, tổ chức và có thể được viện dẫn trước tòa để giải quyết tranh chấp, tương phản với quy định điều ước quốc tế chỉ làm phát sinh nghĩa vụ đối với Nhà nước".
Luật 2005: "...là điều ước hoặc điều khoản có nội dung đã đủ rõ ràng, không cần giải thích, hướng dẫn thêm, không cần sửa đổi, bổ sung, ban hành văn bản quy phạm pháp luật".

### Soạn thảo, ban hành
Năm 2011, Bộ Ngoại giao đã tổ chức hội nghị tổng kết năm năm thực hiện Luật 2005 với sự tham dự của đại diện Văn phòng Quốc hội, Văn phòng Chủ tịch nước, Văn phòng Chính phủ, các bộ, ngành và một số trường đại học, viện nghiên cứu về pháp luật ở Hà Nội. Đến năm 2014, để phục vụ cho việc tổng kết thi hành và sửa đổi Luật 2005, Bộ Ngoại giao đã tổ chức hội nghị tổng kết thi hành Luật 2005, lấy ý kiến của Văn phòng Quốc hội, Văn phòng Chủ tịch nước, Tòa án nhân dân tối cao, Viện kiểm sát nhân dân tối cao, Kiểm toán Nhà nước, các bộ, cơ quan ngang bộ, cơ quan thuộc Chính phủ về việc tổng kết công tác điều ước quốc tế qua chín năm thực hiện. Ngày 22 tháng 7 năm 2014, theo chương trình xây dựng luật của Quốc hội, Thủ tướng Chính phủ Nguyễn Tấn Dũng quyết định phân công Bộ Ngoại giao chủ trì soạn thảo dự án sửa đổi Luật 2005, xây dựng luật mới. Các ngày 23–25 tháng 8 năm 2015, Chính phủ trình bản thuyết trình, bản dự thảo dự án luật này lên Quốc hội, kiến nghị sửa lại tên luật là "Luật Điều ước quốc tế" cho gọn hơn, tên cũ "Luật Ký kết, gia nhập và thực hiện điều ước quốc tế" dài và chưa bao quát hết phạm vi điều chỉnh của luật. Ngày 8 tháng 4 năm 2014, Ủy ban Thường vụ Quốc hội trình báo cáo giải trình, tiếp thu, chỉnh lý dự thảo luật này tới kỳ họp thứ 11 của Quốc hội, Luật Điều ước quốc tế 2016 được thông qua vào ngày 9 tháng 4 với 457/461 đại biểu tán thành, đạt tỷ lệ 92,51%, chính thức có hiệu lực ngày 1 tháng 7 năm 2016.

## Cấu trúc
Luật có 10 chương, 84 điều, thay thế và chấm dứt hiệu lực của Luật Ký kết, gia nhập và thực hiện điều ước quốc tế 2005 từ ngày 1 tháng 7 năm 2016. Tương tự Luật 2005, luật này sắp xếp theo trình tự của hoạt động ký kết điều ước quốc tế, bắt đầu từ đàm phán, ký, phê chuẩn, phê duyệt, gia nhập tới hiệu lực, thông báo đối ngoại, tổ chức thực hiện, quản lý nhà nước và giám sát việc ký kết và thực hiện; đã gộp các nội dung thuộc các giai đoạn ký kết, bao gồm cả gia nhập vào chương ký kết, gộp các nội dung về thực hiện thủ tục đối ngoại vào chương thủ tục đối ngoại và bổ sung chương trình tự, thủ tục rút gọn. Tinh giảm từ 107 điều xuống thành 84 điều.
| Chương | Tên                                                    | Điều  | Tổng |
| ------ | ------------------------------------------------------ | ----- | ---- |
| I      | Những quy định chung                                   | 1–7   | 7    |
| II     | Ký kết điều ước quốc tế                                | 8–46  | 39   |
| III    | Bảo lưu điều ước quốc tế                               | 47–51 | 15   |
| IV     | Hiệu lực, sửa đổi, bổ sung, gia hạn điều ước quốc tế   | 52–56 | 5    |
| V      | Lưu chiểu, lưu trữ, sao lục, đăng tải điều ước quốc tế | 57–62 | 6    |
| VI     | Thủ tục đối ngoại                                      | 63–69 | 7    |
| VII    | Trình tự, thủ tục rút gọn                              | 70–75 | 6    |
| VIII   | Tổ chức thực hiện điều ước quốc tế                     | 76–80 | 5    |
| IX     | Quản lý nhà nước về điều ước quốc tế                   | 81–83 | 3    |
| X      | Hiệu lực thi hành                                      | 84    | 1    |
| 10     | Tổng cộng                                              | 84    | 84   |

## Nội dung chính

### Định nghĩa, nguyên tắc chung
—Luật 108/2016/QH13, khoản 1 Điều 2.
Luật này định nghĩa lại điều ước quốc tế là thỏa thuận bằng văn bản được ký kết nhân danh Nhà nước hoặc Chính phủ với bên ký kết nước ngoài, làm phát sinh, thay đổi hoặc chấm dứt quyền, nghĩa vụ của Việt Nam theo pháp luật quốc tế, không phụ thuộc vào tên gọi là hiệp ước, công ước, hiệp định, định ước, thỏa thuận, nghị định thư, bản ghi nhớ, công hàm trao đổi hoặc văn kiện có tên gọi khác. Mấu chốt của định nghĩa này khác với Luật 2005 đó là nêu lên đặc tính "làm phát sinh, thay đổi hoặc chấm dứt quyền, nghĩa vụ", thỏa thuận có tính chất này thì mới là điều ước quốc tế. Việc giải thích các từ ngữ còn lại được giữ nguyên, theo đó: điều ước quốc tế mà Việt Nam là thành viên tức nghĩa là đang có hiệu lực, bên ký kết nước ngoài là quốc gia, tổ chức quốc tế (tổ chức liên chính phủ) hoặc chủ thể khác được công nhận là chủ thể của pháp luật quốc tế; giải thích việc ký kết, ký, ký tắt, phê chuẩn, phê duyệt là những hành vi mà chủ thể có thẩm quyền thực hiện trong quá trình đàm phán cho đến khi gia nhập, công nhận điều ước quốc tế, bao gồm "ký điều ước quốc tế không phải phê chuẩn hoặc phê duyệt", "phê chuẩn/phê duyệt điều ước quốc tế", "trao đổi văn kiện tạo thành điều ước quốc tế", "gia nhập điều ước quốc tế" và lấy từ "ký kết" là tên gọi chung; và ở khía cạnh khác, các khái niệm khác như bảo lưu, chấm dứt, tạm đình chỉ hiệu lực điều ước quốc tế, từ bỏ hoặc rút khỏi điều ước quốc tế, tức hành vi theo hướng ngược lại. Nguyên tắc ký kết và thực hiện là không trái với Hiến pháp Việt Nam; tôn trọng độc lập, chủ quyền, toàn vẹn lãnh thổ quốc gia, không sử dụng hoặc đe dọa sử dụng vũ lực, không can thiệp vào công việc nội bộ của nhau, bình đẳng, cùng có lợi và những nguyên tắc cơ bản khác của pháp luật quốc tế; bảo đảm lợi ích quốc gia, dân tộc, phù hợp với đường lối đối ngoại của Việt Nam; và tuân thủ điều ước quốc tế mà Việt Nam là thành viên. Về xung đột, với nguyên tắc tuân thủ điều ước quốc tế mà Việt Nam là thành viên, có nghĩa là, khi có xung đột giữa các điều ước quốc tế thì Công ước Viên về Luật Điều ước quốc tế 1969 được áp dụng để giải quyết.

### Ký kết

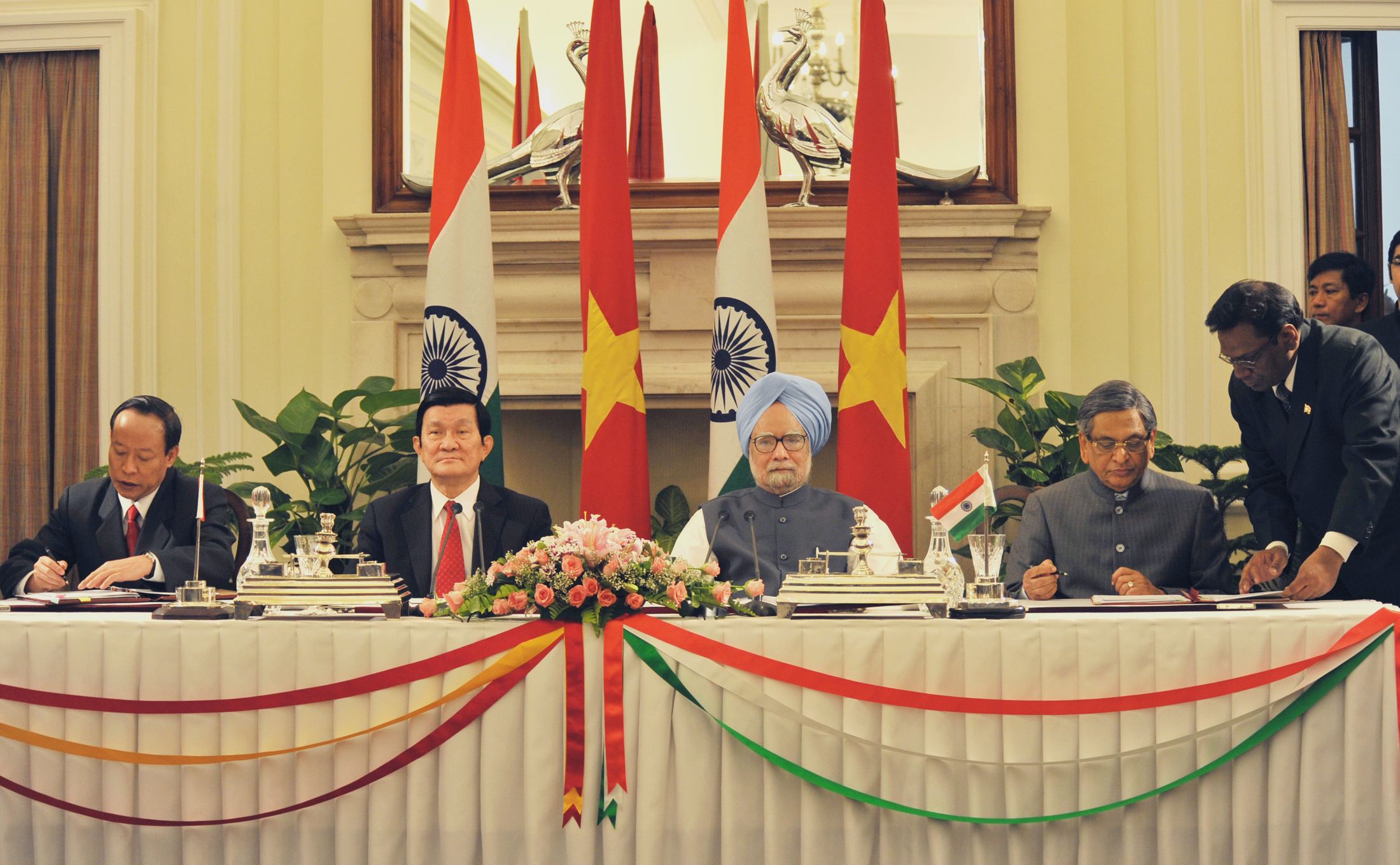
Ký Hiệp ước về Dẫn độ giữa Việt Nam và Ấn Độ. Từ trái qua: Thứ trưởng Công an Lê Quý Vương, Chủ tịch nước Trương Tấn Sang, Thủ tướng Ấn Độ Manmohan Singh, Bộ trưởng Ngoại giao Ấn Độ S. M. Krishna.

Quy trình ký kết điều ước quốc tế bao gồm: đàm phán, đề xuất và tổ chức ký, phê chuẩn/phê duyệt và gia nhập. Theo đó, lấy Chính phủ làm cơ quan chủ quản, các cơ quan chuyên môn, cơ quan liên quan được trao quyền đề xuất đàm phán điều ước quốc tế, đề xuất với Chính phủ để trình Chủ tịch nước nếu nhân danh Nhà nước, đề xuất với Thủ tướng nếu nhân danh Chính phủ, ngoài ra, khi đàm phán điều ước quốc tế liên quan đến chiến tranh, hòa bình, chủ quyền quốc gia thì do Bộ Ngoại giao chủ trì, phối hợp với Bộ Quốc phòng, và Bộ Công an. Chủ tịch nước, Thủ tướng Chính phủ là hai chủ thể duy nhất giữ thẩm quyền đàm phán điều ước quốc tế, sẽ chủ động tự đàm phán, hoặc ủy quyền, chủ trương, kết thúc đàm phán. Sau khi kết thúc đàm phán, tiến tới bước đề xuất ký, được kiểm tra bởi Bộ Ngoại giao, thẩm định bởi Bộ Tư pháp, trình để Ủy ban Thường vụ Quốc hội cho ý kiến trong trường hợp nhất định, sau đó Chủ tịch nước, Chính phủ ban hành quyết định ký nếu hoàn tất các bước theo luật định. Sau khi điều ước quốc tế được ký, tiến hành phê chuẩn/phê duyệt để gia nhập, theo đó, phê chuẩn thuộc thẩm quyền của Quốc hội, Chủ tịch nước, và phê duyệt thuộc thẩm quyền của Chính phủ, được tham khảo từ luật các nước và luật quốc tế. Ở phê chuẩn, trong trường hợp điều ước quốc tế nhân danh Nhà nước, hoặc có quy định phải phê chuẩn, hoặc nhân danh Chính phủ nhưng lại có quy định trái với luật, nghị quyết của Quốc hội, với các nội dung là: liên quan đến chiến tranh, hòa bình, chủ quyền quốc gia; về việc thành lập, tham gia tổ chức quốc tế và khu vực nếu việc thành lập, tham gia, rút khỏi tổ chức đó ảnh hưởng đến chính sách cơ bản của quốc gia về đối ngoại, quốc phòng, an ninh, phát triển kinh tế – xã hội, tài chính, tiền tệ; làm thay đổi, hạn chế hoặc chấm dứt quyền con người, quyền và nghĩa vụ cơ bản của công dân theo quy định của luật, nghị quyết của Quốc hội; có quy định trái với luật, nghị quyết của Quốc hội; và do Chủ tịch nước trực tiếp ký với nguyên thủ quốc gia khác; và khi không thuộc các trường hợp này thì Chủ tịch nước là người phê chuẩn. Và khi điều ước quốc tế không thuộc thẩm quyền phê chuẩn của Quốc hội; nhân danh Chính phủ; có quy định phải phê duyệt hoặc phải hoàn thành thủ tục pháp lý theo quy định của mỗi nước để có hiệu lực; hoặc nhân danh Chính phủ, có quy định trái với quy định trong văn bản quy phạm pháp luật của Chính phủ thì do Chính phủ phê duyệt. Về gia nhập tổ chức quốc tế thì Luật 2016 cũng có những quy định tương tự với phê chuẩn và phê duyệt, và mọi kinh phí của các hoạt động này đều do nhà nước bảo đảm.

### Hiệu lực và thực hiện
Luật định rằng mỗi một điều ước quốc tế có thể được bảo lưu ngay trong tiến trình ký kết, hoặc được sửa đổi, bổ sung, gia hạn sau khi đã có hiệu lực. Với bảo lưu, đây là tuyên bố của Việt Nam hoặc bên ký kết nước ngoài khi ký, phê chuẩn, phê duyệt hoặc gia nhập điều ước quốc tế nhiều bên nhằm loại trừ hoặc thay đổi hiệu lực pháp lý của một hoặc một số quy định trong điều ước quốc tế. Theo đó, cơ quan nhà nước có thẩm quyền quyết định ký, phê chuẩn, phê duyệt hoặc gia nhập điều ước quốc tế thì cũng có quyền quyết định việc bảo lưu của Việt Nam, đồng thời chấp thuận hoặc phản đối việc bên ký kết nước ngoài bảo lưu nội dung của họ. Về hiệu lực, hiệu lực có đối với Việt Nam theo quy định của điều ước quốc tế đã ký kết/gia nhập hoặc theo thỏa thuận giữa các bên. Bên cạnh đó, điều ước quốc tế hoặc một phần của đối tượng này có thể được áp dụng tạm thời trong thời gian hoàn thành thủ tục để đối tượng này có hiệu lực theo quy định của điều ước quốc tế đó; hoặc theo thỏa thuận giữa các bên; ngoài ra, có thể được sửa đổi, bổ sung, gia hạn tùy theo từng trường hợp nhất định. Ngoài ra, Việt Nam chấm dứt hiệu lực, từ bỏ, rút khỏi, tạm đình chỉ thực hiện toàn bộ hoặc một phần điều ước quốc tế được thực hiện theo quy định của điều ước quốc tế đó hoặc theo thỏa thuận giữa các bên.
Sau khi điều ước quốc tế có hiệu lực, luật định về việc tổ chức thực hiện. Theo đó, Thủ tướng Chính phủ chịu trách nhiệm tổ chức thực hiện điều ước quốc tế mà Việt Nam là thành viên, phê duyệt kế hoạch thực hiện, quyết định biện pháp chỉ đạo, điều hành hoặc biện pháp khác để thực hiện điều ước quốc tế, và kế hoạch gồm: lộ trình thực hiện; dự kiến phân công trách nhiệm của các cơ quan nhà nước trong việc tổ chức thực hiện; dự kiến nội dung sửa đổi, bổ sung, bãi bỏ hoặc ban hành văn bản quy phạm pháp luật để thực hiện; biện pháp tổ chức, quản lý, tài chính và các biện pháp cần thiết; và tuyên truyền, phổ biến điều ước quốc tế đó. Chính phủ giao cho Bộ Ngoại giao nhiệm vụ theo dõi, đôn đốc thực hiện, và cơ quan này có thẩm quyền thực hiện các biện pháp cần thiết để xử lý tình huống trong trường hợp bên ký kết nước ngoài vi phạm; giao cho Bộ Tư pháp nhiệm vụ thẩm định, xây dựng, trình ban hành, sửa đổi, bổ sung, bãi bỏ điều ước quốc tế đó.